# World Team Cup 2008
De ARAG World Team Cup 2008  werd gehouden van 18 tot en met 24 mei 2008 in het Duitse Düsseldorf. Het was de eenendertigste editie van het tennistoernooi tussen landen. Dit toernooi bestaat uit twee singlepartijen en één dubbelpartij.
Het Zweedse team won voor de derde keer de World Team Cup.

## Groepsfase

### Rode Groep

#### Eindstand
| Pos. | Land             | W | V | Wedstr. | Sets  |
| ---- | ---------------- | - | - | ------- | ----- |
| 1.   | Zweden           | 3 | 0 | 8-1     | 16-6  |
| 2.   | Verenigde Staten | 2 | 1 | 4-5     | 10-12 |
| 3.   | Argentinië       | 1 | 2 | 4-5     | 10-10 |
| 4.   | Tsjechië         | 0 | 3 | 2-7     | 7-15  |

#### Wedstrijden
| Verenigde Staten                  | - | Tsjechië                          | 2 - 1                  |
| --------------------------------- | - | --------------------------------- | ---------------------- |
| James Blake                       | - | Tomáš Berdych                     | 6-7(5), 6-7(5)         |
| Wayne Odesnik                     | - | Ivo Minář                         | 6-2, 6-1               |
| James Blake Tomáš Berdych         | - | Pavel Vízner                      | 0-6, 7-5, [10-8]       |
| Argentinië                        | - | Zweden                            | 1 - 2                  |
| Guillermo Cañas                   | - | Robin Söderling                   | 3-6, 1-6               |
| Juan Ignacio Chela                | - | Thomas Johansson                  | 6-2, 6-1               |
| Lucas Arnold Ker Sebastián Prieto | - | Robin Söderling Go Soeda          | 5-7, 2-6               |
| Verenigde Staten                  | - | Argentinië                        | 2 - 1                  |
| James Blake                       | - | Guillermo Cañas                   | 7-6(5), 6-4            |
| Wayne Odesnik                     | - | Juan Ignacio Chela                | 5-7, 1-6               |
| Wayne Odesnik Bobby Reynolds      | - | Lucas Arnold Ker Sebastián Prieto | 6-7(3), 6-7(5), [10-7] |
| Tsjechië                          | - | Zweden                            | 0 - 3                  |
| Tomáš Berdych                     | - | Robin Söderling                   | 6-1, 6-2               |
| Michal Tabara                     | - | Thomas Johansson                  | 6-2, 6-1               |
| Michal Tabara Pavel Vízner        | - | Robert Lindstedt Robin Söderling  | 4-6, 5-7               |
| Verenigde Staten                  | - | Zweden                            | 0 - 3                  |
| James Blake                       | - | Robin Söderling                   | 7-5, 3-6, 0-6          |
| Bobby Reynolds                    | - | Thomas Johansson                  | 3-6, 6-2, 3-6          |
| Wayne Odesnik Bobby Reynolds      | - | Robert Lindstedt Robin Söderling  | 1-6, 2-6               |
| Argentinië                        | - | Tsjechië                          | 2 - 1                  |
| Guillermo Cañas                   | - | Tomáš Berdych                     | 2-6, 6-3, 3-6          |
| Juan Ignacio Chela                | - | Michal Tabara                     | 6-0, 6-4               |
| Lucas Arnold Ker Sebastián Prieto | - | Tomáš Berdych Pavel Vízner        | 7-6(4), 6-3            |

### Blauwe Groep

#### Eindstand
| Pos. | Land      | W | V | Wedstr. | Sets |
| ---- | --------- | - | - | ------- | ---- |
| 1.   | Rusland   | 2 | 1 | 6-3     | 12-9 |
| 2.   | Italië    | 2 | 1 | 5-4     | 13–9 |
| 3.   | Duitsland | 1 | 2 | 3-6     | 8-13 |
| 4.   | Spanje    | 1 | 2 | 4–5     | 9–11 |

#### Wedstrijden
| Duitsland                          | - | Spanje                             | 2 - 1               |
| ---------------------------------- | - | ---------------------------------- | ------------------- |
| Philipp Kohlschreiber              | - | David Ferrer                       | 6-1, 6-0            |
| Denis Gremelmayr                   | - | Feliciano López                    | 4-6, 3-6            |
| Christopher Kas Philipp Petzschner | - | Marcel Granollers Feliciano López  | 6-7(5,) 6-4, [10-5] |
| Rusland                            | - | Italië                             | 2 - 1               |
| Michail Joezjny                    | - | Potito Starace                     | 6-4, 5-7, 6-2       |
| Igor Andrejev                      | - | Simone Bolelli                     | 6-3, 6-7(2), 6-3    |
| Igor Andrejev Dmitri Toersoenov    | - | Simone Bolelli Potito Starace      | 4-6, 4-6            |
| Duitsland                          | - | Italië                             | 1 - 2               |
| Philipp Kohlschreiber              | - | Potito Starace                     | 6-2, 7-6(5)         |
| Nicolas Kiefer                     | - | Simone Bolelli                     | 6-7(5), 6-7(0)      |
| Christopher Kas Philipp Petzschner | - | Potito Starace Simone Bolelli      | 6-2, 3-6, [4-10]    |
| Spanje                             | - | Rusland                            | 2 - 1               |
| David Ferrer                       | - | Michail Joezjny                    | 6-3, 6-3            |
| Feliciano López                    | - | Igor Andrejev                      | 6-4, 6-4            |
| Marcel Granollers Feliciano López  | - | Dmitri Toersoenov Michail Joezjny  | 3-6, 4-6            |
| Rusland                            | - | Duitsland                          | 3 - 0               |
| Igor Andrejev                      | - | Philipp Kohlschreiber              | 6-4, 6-3            |
| Dmitri Toersoenov                  | - | Nicolas Kiefer                     | 6-4, 3-6, 7-5       |
| Dmitri Toersoenov Michail Joezjny  | - | Christopher Kas Philipp Petzschner | 7-6(2), 6-3         |
| Spanje                             | - | Italië                             | 1 - 2               |
| David Ferrer                       | - | Potito Starace                     | 6-3, 3-6, 6-3       |
| Feliciano López                    | - | Simone Bolelli                     | 4-6, 3-6            |
| Marcel Granollers Feliciano López  | - | Simone Bolelli Potito Starace      | 4-6, 6-7(4)         |

## Finale
| Rusland                           | - | Zweden                           | 1 - 2               |
| --------------------------------- | - | -------------------------------- | ------------------- |
| Michail Joezjny                   | - | Robin Söderling                  | 3-6, 1-6            |
| Igor Andrejev                     | - | Thomas Johansson                 | 2-6, 6-3, 6-4       |
| Dmitri Toersoenov Michail Joezjny | - | Robert Lindstedt Robin Söderling | 6-4, 6-7(5), [9-11] |